# Montpellier Handball
A Montpellier Handball egy francia kézilabdacsapat, Montpellier városából.
A klubot 1982-ben alapították Cosmos Montpellier néven, és ezen a néven szerepeltek egészen 1987-ig. Ezután a csapatnév Montpellier La Paillade Sport Clubra változott. A mai nevükön 1989-től szerepelnek a különböző bajnokságokon. A francia másodosztályt 1992-ben nyerték meg, azóta szerepel a csapat a francia élvonalban. Több hazai bajnoki és kupagyőzelem mellett két alkalommal a Bajnokok Ligáját is megnyerte a klub.

## Sikerei
- Francia bajnokság: 14-szeres győztes
  - 1995, 1998, 1999, 2000, 2002, 2003, 2004, 2005, 2006, 2008, 2009, 2010, 2011, 2012
- Francia-kupa: 12-szeres győztes
  - 1999, 2000, 2001, 2002, 2003, 2005, 2006, 2008, 2009, 2010, 2012, 2013, 2016
- Francia ligakupa: 10-szeres győztes
  - 2004, 2005, 2006, 2007, 2008, 2010, 2011, 2012, 2014, 2016
- Bajnokok ligája: 2-szeres győztes
  - 2003, 2018

## Jelenlegi játékoskeret
A 2023–2024-es szezon játékoskerete
| Kapusok - 12 Charles Bolzinger - 92 Rémi Desbonnet Balszélsők - 10 Lucas Pellas - 10 Jaime Fernández Jobbszélsők - 02 Sebastian Karlsson - 32 Yanis Lenne Beállók - 19 Arthur Lenne - 22 Karl Konan - 93 Veron Načinović | Balátlövők - 15 Ahmed Hesham - 26 Hugo Bryan Monte dos Santos Irányítók - 04 Diego Simonet - 05 Kyllian Villeminot - 20 Staš Skube Jobbátlövők - 07 Alexis Berthier - 18 Marko Panić - 28 Valentin Porte (c) |

## Külső hivatkozások
- A csapat hivatalos oldala
- A csapat szurkolóinak oldala Archiválva 2011. október 9-i dátummal a Wayback Machine-ben